# Hemicaranx amblyrhynchus
Hemicaranx amblyrhynchus är en fiskart som först beskrevs av Cuvier, 1833.  Hemicaranx amblyrhynchus ingår i släktet Hemicaranx och familjen taggmakrillfiskar. Inga underarter finns listade i Catalogue of Life.